# Kleine lantaarnvis
De kleine lantaarnvis (Photoblepharon palpebratum) is een straalvinnige vissensoort uit de familie van lantaarnvissen (Anomalopidae). De wetenschappelijke naam van de soort is voor het eerst geldig gepubliceerd in 1781 door Boddaert.

## Kenmerken
Het lichaam van deze vis is bruinzwart met reflecterende strepen in de schouderstreek, langs de vinranden en op de zijlijn. De lichaamslengte bedraagt maximaal 12 cm.

## Leefwijze
Het voedsel van deze nachtactieve vis bestaat in hoofdzaak uit plankton uit het ondiepe wateren van de koraalriffen, waar ze een klein territorium verdedigen. Overdag verblijven ze in grotten of in diep water. Onder de ogen bevinden zich organen, waarin zich symbiotische bacteriën bevinden, die een fluorescerend licht uitstralen. Dit dient ter afschrikking, communicatie en als lokmiddel om prooien te vangen.

## Verspreiding en leefgebied
Deze soort komt voor in de westelijke Grote Oceaan.